# الدوري البلجيكي الممتاز 2012-13
الدوري البلجيكي الممتاز 2012-13 (بالفرنسية: Championnat de Belgique de football 2012-2013)‏ هو الموسم 110 من  الدوري البلجيكي الممتاز. أقيم خلال الفترة 28 يوليو 2012 وحتى 26 مايو 2013، والذي يشرف على تنظيمه الاتحاد الملكي البلجيكي لكرة القدم، وكان عدد الأندية المشاركة فيه  16، وفاز فيه نادي رويال أندرلخت.